# Малашенок, Олег
Оле́г Малаше́нок (латыш. Oļegs Malašenoks; 27 апреля 1986, Рига) — латвийский футболист, нападающий.

## Биография
В Высшей лиге Латвии Олег Малашенок дебютировал в 2004 году, выступая за «Юрмалу». В сезоне 2008 года он стал самым результативным игроком «Юрмалы», а также вторым результативным игроком чемпионата, отстав от Вита Римкуса всего на один мяч.
По окончании сезона 2008 года у Олега Малашенока истёк срок контракта с «Юрмалой», и им заинтересовался главный тренер «Сконто» Пол Эшуорт. Хотя «Юрмала» была согласна перезаключить контракт с футболистом, но он решил во время зимнего трансферного периода отправиться за границу.
В начале 2009 года Олег Малашенок побывал на просмотрах в болгарском клубе «Черно Море» и в шотландском «Данди». Ни в одном из этих клубов он не сумел закрепиться и, вернувшись на родину, 11 февраля 2009 года подписал контракт с «Вентспилсом», сроком на один год.
Перед самым началом сезона 2009 года «Вентспилс» отдал в аренду Олега Малашенока другому вентспилсскому клубу, дебютанту Высшей лиги — «Транзиту». Но отыграв в рядах «Транзита» до сентября, Олег Малашенок отправился на просмотр в мальтийский клуб «Хибернианс» и 25 сентября 2009 года заключил контракт с клубом до конца года.
После истечения контракта с «Хиберниансом», Олег Малашенок не стал его продлевать и вернулся на родину, а в марте 2010 года присоединился к «Елгаве», новой дебютантке Высшей лиги. В июне, по результатам голосования, он был признан лучшим игроком месяца мая в Высшей лиге, а с 11 забитыми голами за весь сезон он стал самым результативным игроком клуба.
10 июня 2010 года Олег Малашенок был впервые вызван в национальную сборную, а 18 июня он дебютировал в составе сборной Латвии, в матче со сборной Литвы.
В сезоне 2011 года Олег Малашенок вновь был избран лучшим игроком месяца, на этот раз июля. А в конце августа отправился на просмотр в астраханского клуба «Волгарь-Газпром», и хотя из-за травмы он не участвовал в тренировках, но 31 августа всё же подписал контракт с руководством клуба, сроком на два года.

## Достижения

### Командные
- Обладатель Кубка Латвии (2): 2010, 2014.
- Серебряный призёр Первой лиги Латвии (1): 2003.

### Личные
- Лучший игрок месяца в Высшей лиге Латвии (2): май 2010; июль 2011.